# Pseudorhaphitoma hexagonalis
Pseudorhaphitoma hexagonalis é uma espécie de gastrópode do gênero Pseudorhaphitoma, pertencente a família Mangeliidae.